# Matemático

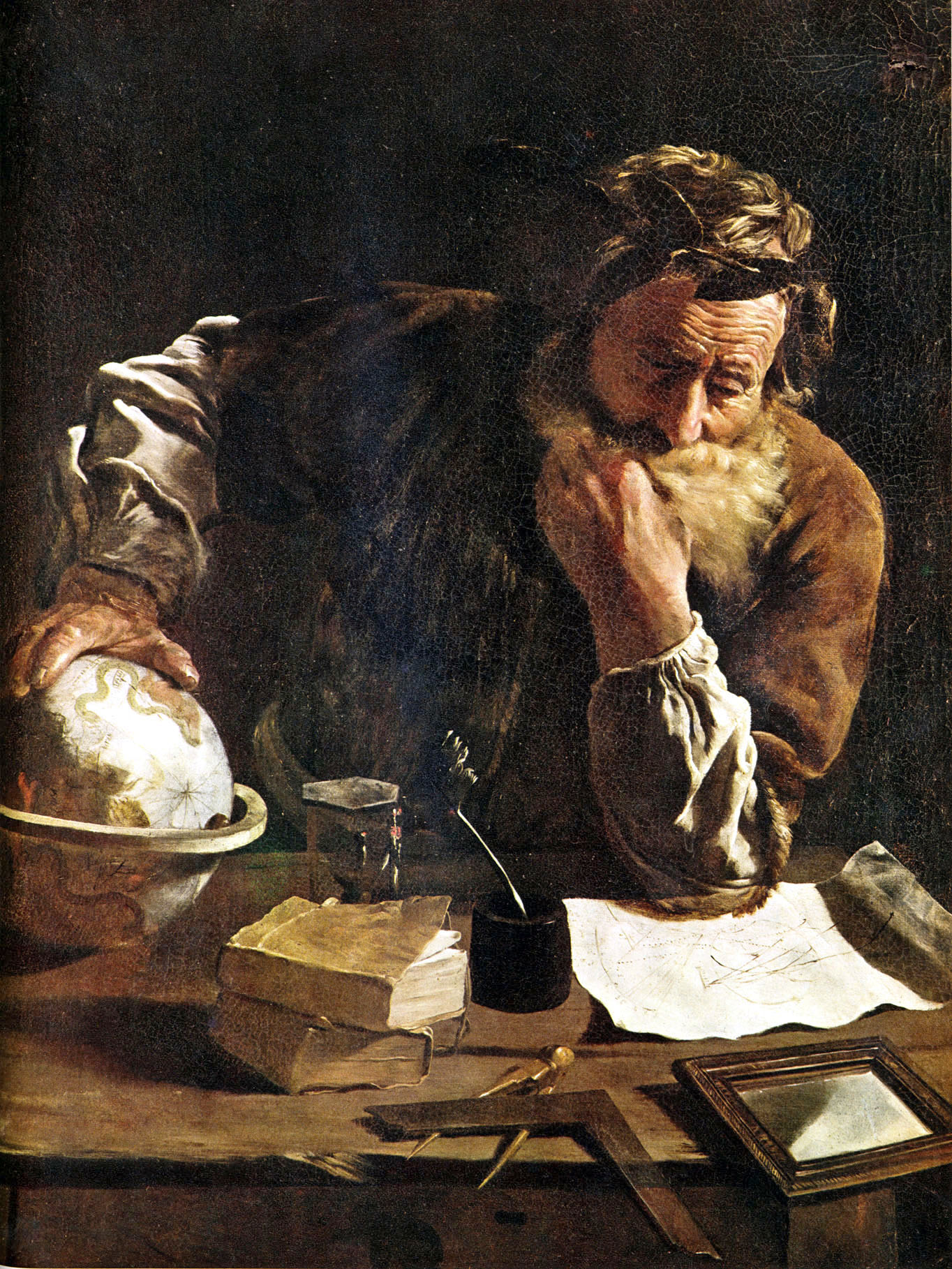
Arquimedes foi um dos maiores matemáticos da antiguidade

Matemático é alguém que usa um amplo conhecimento de matemática em seu trabalho, normalmente para resolver problemas matemáticos. Os matemáticos se preocupam com números, dados, quantidade, estrutura, espaço, modelos e mudanças.

## História
Para uma cobertura mais ampla deste tópico, consulte História da matemática.
Um dos primeiros matemáticos conhecidos foi Tales de Mileto (c. 624 – c. 546 a.C.); Ele foi aclamado como o primeiro matemático verdadeiro e o primeiro indivíduo conhecido a quem uma descoberta matemática foi atribuída. Ele é creditado com o primeiro uso do raciocínio dedutivo aplicado à geometria, derivando quatro corolários para o teorema de Thales.
O número de matemáticos conhecidos cresceu quando Pitágoras de Samos (c. 582 – c. 507 a.C.) estabeleceu a escola pitagórica, cuja doutrina era que a matemática governava o universo e cujo lema era "Tudo é número".  Foram os pitagóricos que cunharam o termo "matemática", e com quem o estudo da matemática por si só começa.
A primeira mulher matemática registrada pela história foi Hipátia de Alexandria (c. 350 d.C. – 415 d.C.). Ela sucedeu seu pai como bibliotecária na Grande Biblioteca e escreveu muitas obras sobre matemática aplicada. Por causa de uma disputa política, a comunidade cristã em Alexandria a puniu, presumindo que ela estava envolvida, desnudando-a e raspando-lhe a pele com conchas (alguns dizem telhas).
A ciência e a matemática no mundo islâmico durante a Idade Média seguiram vários modelos e modos de financiamento variaram com base principalmente em estudiosos. Foi um extenso patrocínio e fortes políticas intelectuais implementadas por governantes específicos que permitiram que o conhecimento científico se desenvolvesse em muitas áreas. O financiamento para a tradução de textos científicos em outras línguas estava em curso durante todo o reinado de certos califas, e descobriu-se que certos estudiosos se tornaram especialistas nas obras que traduziram e, por sua vez, receberam mais apoio para continuar a desenvolver certas ciências. À medida que essas ciências recebiam maior atenção da elite, mais estudiosos eram convidados e financiados para estudar ciências específicas. Um exemplo de tradutor e matemático que se beneficiou desse tipo de apoio foi al-Khawarizmi. Uma característica notável de muitos estudiosos que trabalhavam sob o domínio muçulmano na época medieval é que eles eram muitas vezes polímatas. Exemplos incluem o trabalho em óptica, matemática e astronomia de Ibn al-Haytham.
O Renascimento trouxe uma ênfase crescente na matemática e na ciência para a Europa. Durante esse período de transição de uma cultura predominantemente feudal e eclesiástica para uma predominantemente secular, muitos matemáticos notáveis tiveram outras ocupações: Luca Pacioli (fundador da contabilidade); Niccolò Fontana Tartaglia (notável engenheiro e contador); Gerolamo Cardano (fundador mais antigo da probabilidade e expansão binomial); Robert Recorde (médico) e François Viète (advogado).
Com o passar do tempo, muitos matemáticos gravitaram em torno das universidades. Uma ênfase no pensamento livre e na experimentação começou nas universidades mais antigas da Grã-Bretanha a partir do século XVII, em Oxford, com os cientistas Robert Hooke e Robert Boyle, e em Cambridge, onde Isaac Newton foi professor de Matemática e Física. Entrando no século 19, o objetivo das universidades em toda a Europa evoluiu de ensinar a "regurgitação do conhecimento" para "encourag[ing] pensamento produtivo". Em 1810, Humboldt convenceu o rei da Prússia, Frederico Guilherme III, a construir uma universidade em Berlim baseada nas ideias liberais de Friedrich Schleiermacher; O objetivo era demonstrar o processo de descoberta do conhecimento e ensinar os alunos a "levar em conta as leis fundamentais da ciência em todo o seu pensamento". Assim, seminários e laboratórios começaram a evoluir.
As universidades britânicas desse período adotaram algumas abordagens familiares às universidades italianas e alemãs, mas como já gozavam de liberdades e autonomia substanciais, as mudanças ali haviam começado com o Iluminismo, as mesmas influências que inspiraram Humboldt. As Universidades de Oxford e Cambridge enfatizaram a importância da pesquisa, sem dúvida implementando mais autenticamente a ideia de Humboldt de uma universidade do que mesmo as universidades alemãs, que estavam sujeitas à autoridade estatal. No geral, a ciência (incluindo a matemática) tornou-se o foco das universidades nos séculos 19 e 20. Os alunos puderam realizar pesquisas em seminários ou laboratórios e passaram a produzir teses de doutorado com conteúdo mais científico.  De acordo com Humboldt, a missão da Universidade de Berlim era buscar o conhecimento científico.  O sistema universitário alemão promoveu a pesquisa científica profissional e burocraticamente regulamentada realizada em laboratórios bem equipados, em vez do tipo de pesquisa feita por acadêmicos particulares e individuais na Grã-Bretanha e na França. De fato, Rüegg afirma que o sistema alemão é responsável pelo desenvolvimento da moderna universidade de pesquisa porque se concentrou na ideia de "liberdade de pesquisa científica, ensino e estudo".

## Atividades

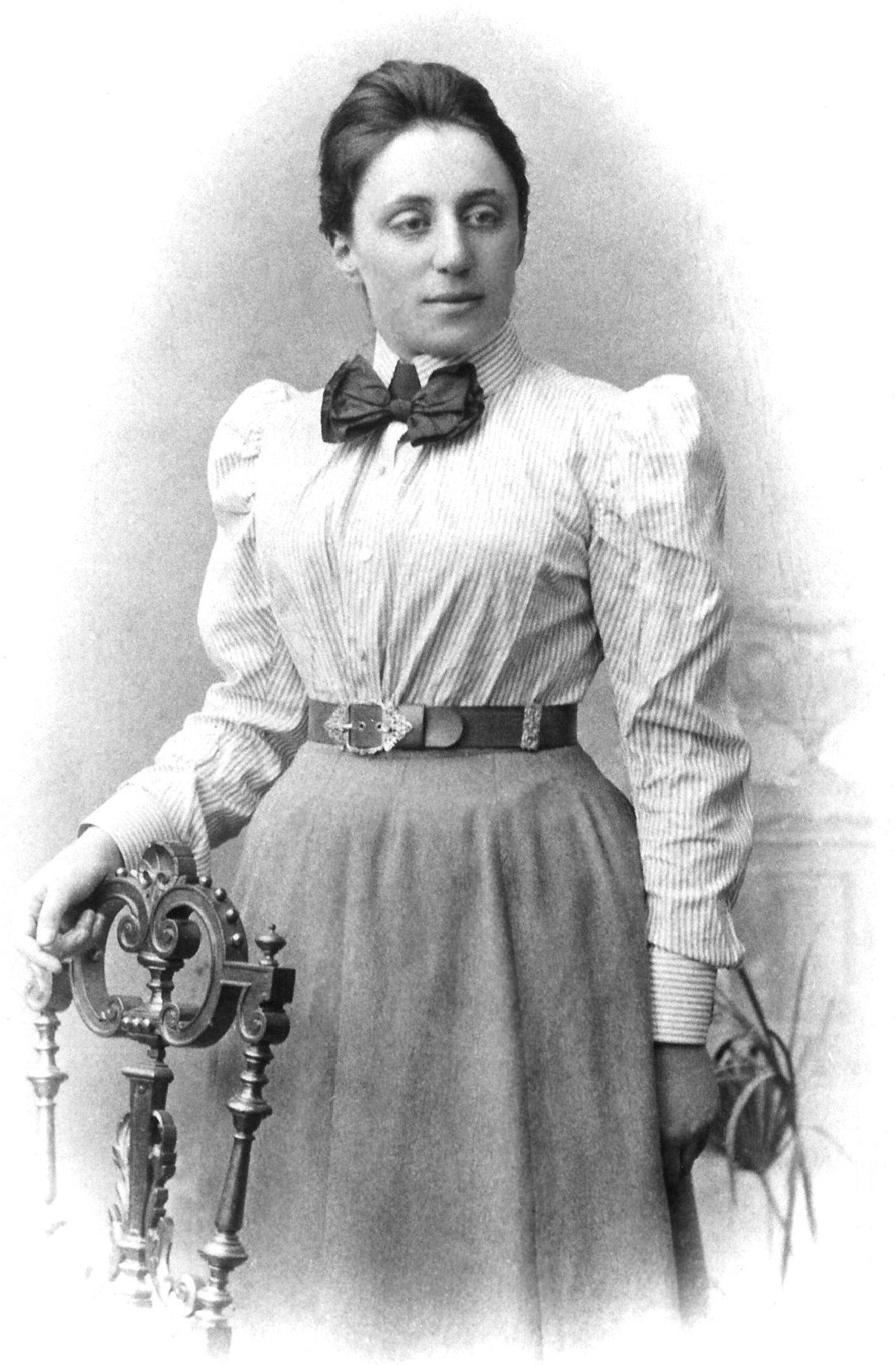
Emmy Noether, matemática teórica e professora

### Matemática Aplicada
Os matemáticos envolvidos na solução de problemas com aplicações na vida real são chamados de matemáticos aplicados. Matemáticos aplicados são cientistas matemáticos que, com seu conhecimento especializado e metodologia profissional, abordam muitos dos problemas imponentes apresentados em campos científicos relacionados. Com foco profissional em uma ampla variedade de problemas, sistemas teóricos e construções localizadas, os matemáticos aplicados trabalham regularmente no estudo e formulação de modelos matemáticos.
A disciplina de matemática aplicada se preocupa com métodos matemáticos que são normalmente usados em ciências, engenharia, negócios e indústria; assim, "matemática aplicada" é uma ciência matemática com conhecimento especializado. O termo "matemática aplicada" também descreve a especialidade profissional em que os matemáticos trabalham em problemas, muitas vezes concretos, mas às vezes abstratos. Como profissionais focados na resolução de problemas, os matemáticos aplicados examinam a formulação, o estudo e o uso de modelos matemáticos em ciências, engenharia, negócios e outras áreas da prática matemática.

### Matemática pura
A matemática pura é a matemática que estuda conceitos inteiramente abstratos. Do século XVIII em diante, esta foi uma categoria reconhecida de atividade matemática, às vezes caracterizada como matemática especulativa, e em desacordo com a tendência de atender às necessidades de navegação, astronomia, física, economia, engenharia e outras aplicações.
Outra visão perspicaz apresentada é que a matemática pura não é necessariamente matemática aplicada: é possível estudar entidades abstratas com respeito à sua natureza intrínseca, e não se preocupar com como elas se manifestam no mundo real. Mesmo que os pontos de vista puros e aplicados sejam posições filosóficas distintas, na prática há muita sobreposição na atividade de matemáticos puros e aplicados.
Para desenvolver modelos precisos para descrever o mundo real, muitos matemáticos aplicados baseiam-se em ferramentas e técnicas que muitas vezes são consideradas matemática "pura". Por outro lado, muitos matemáticos puros recorrem a fenômenos naturais e sociais como inspiração para suas pesquisas abstratas.

### Ensino de matemática
Muitos matemáticos profissionais também se dedicam ao ensino da matemática. Os deveres podem incluir:
- ensino de cursos universitários de matemática;
- supervisionar pesquisas de graduação e pós-graduação; e
- servindo em comitês acadêmicos.

### Consultoria
Muitas carreiras em matemática fora das universidades envolvem consultoria. Por exemplo, os atuários reúnem e analisam dados para estimar a probabilidade e o custo provável da ocorrência de um evento, como morte, doença, lesão, invalidez ou perda de propriedade. Os atuários também tratam de questões financeiras, incluindo aquelas envolvendo o nível de contribuições previdenciárias necessárias para produzir uma determinada renda de aposentadoria e a maneira pela qual uma empresa deve investir recursos para maximizar seu retorno sobre os investimentos à luz do risco potencial. Usando seu amplo conhecimento, os atuários ajudam a projetar e precificar apólices de seguro, planos de pensão e outras estratégias financeiras de uma maneira que ajudará a garantir que os planos sejam mantidos em uma base financeira sólida.
Como outro exemplo, as finanças matemáticas derivarão e estenderão os modelos matemáticos ou numéricos sem necessariamente estabelecer um vínculo com a teoria financeira, tomando como entrada os preços de mercado observados. É necessária consistência matemática, não compatibilidade com a teoria econômica. Assim, por exemplo, enquanto um economista financeiro pode estudar as razões estruturais pelas quais uma empresa pode ter um determinado preço de ação, um matemático financeiro pode tomar o preço da ação como um dado e tentar usar o cálculo estocástico para obter o valor correspondente dos derivados de as ações.

## Prêmios
Não há Prêmio Nobel em matemática, apesar de que alguns matemáticos ganharam o Prêmio Nobel em uma área diferente, como a economia. Entre os prêmios de destaque em matemática estão o Prêmio Abel, a Medalha Chern, a Medalha Fields, o Prêmio Gauss, o Prêmio Nemmers, o Prêmio Balzan, o Prêmio Crafoord, o Prêmio Shaw, o Prêmio Steele, o Prêmio Wolf, o Prêmio Schock, e o Prêmio Nevanlinna.

## Citações sobre matemáticos
A seguir estão citações sobre matemáticos ou por matemáticos.
Um matemático é um dispositivo para transformar café em teoremas.— Atribuído a Alfréd Rényi e Paul Erdős
Die Mathematiker sind eine Art Franzosen; redet man mit ihnen, so übersetzen sie es em ihre Sprache, und dann ist es alsobald ganz etwas anderes. (Os matemáticos são [como] uma espécie de franceses; se você falar com eles, eles traduzem para a sua própria língua e, então, é imediatamente algo completamente diferente.)— Johann Wolfgang von Goethe
Cada geração tem seus poucos grandes matemáticos... e a pesquisa [dos outros] não prejudica ninguém.— Alfred W. Adler (~ 1930), "Mathematics and Creativity"
Em suma, eu nunca encontrei o mero matemático que pudesse ser confiável com raízes iguais, ou alguém que não o sustentasse clandestinamente como um ponto de sua fé que x ao quadrado + px era absoluta e incondicionalmente igual a q. Diga a um desses senhores, a título de experiência, por favor, que você acredita que podem ocorrer ocasiões em que x ao quadrado + px não é totalmente igual a q, e, tendo-o feito entender o que você quer dizer, saia do seu alcance como tão rápido quanto for conveniente, pois, sem dúvida, ele se empenhará em derrubá-lo.— Edgar Allan Poe, A carta roubada
Um matemático, como um pintor ou poeta, é um criador de padrões. Se seus padrões são mais permanentes do que os deles, é porque são feitos de ideias.— G.H. Hardy, A Mathematician's Apology
Alguns de vocês podem ter conhecido matemáticos e se perguntado como eles ficaram assim.— Tom Lehrer
É impossível ser matemático sem ser poeta de alma.— Sofia Kovalevskaya
Existem duas maneiras de fazer boa matemática. O primeiro é ser mais inteligente do que todo mundo. A segunda maneira é ser mais estúpido do que todo mundo - mas persistente.— Raoul Bott
A matemática é a rainha das ciências e a aritmética a rainha da matemática.— Carl Friedrich Gauss